# Johnny Bach
John William „Johnny” Bach (ur. 10 lipca 1924 w Nowym Jorku, zm. 18 stycznia 2016 w Chicago) – amerykański koszykarz, występujący na pozycjach rzucającego obrońcy oraz niskiego skrzydłowego, po zakończeniu kariery zawodniczej trener koszykarski.

## Osiągnięcia trenerskie
- Mistrz NBA (1991–1993 – jako asystent trenera)[1]
- Uczestnik:
  - ćwierćfinałów turnieju National Invitation Tournament (NIT – 1958, 1968)
  - turnieju:
    - NCAA (1953, 1954)
    - NIT (1958, 1959, 1963, 1965, 1968)